# Tschiertschen-Praden
Tschiertschen-Praden is een gemeente in het Zwitserse kanton Graubünden die tot stand kwam op 1 januari 2009 na een fusie tussen de gemeente Praden en Tschiertschen. De gemeente maakt deel uit van het district Plessur.

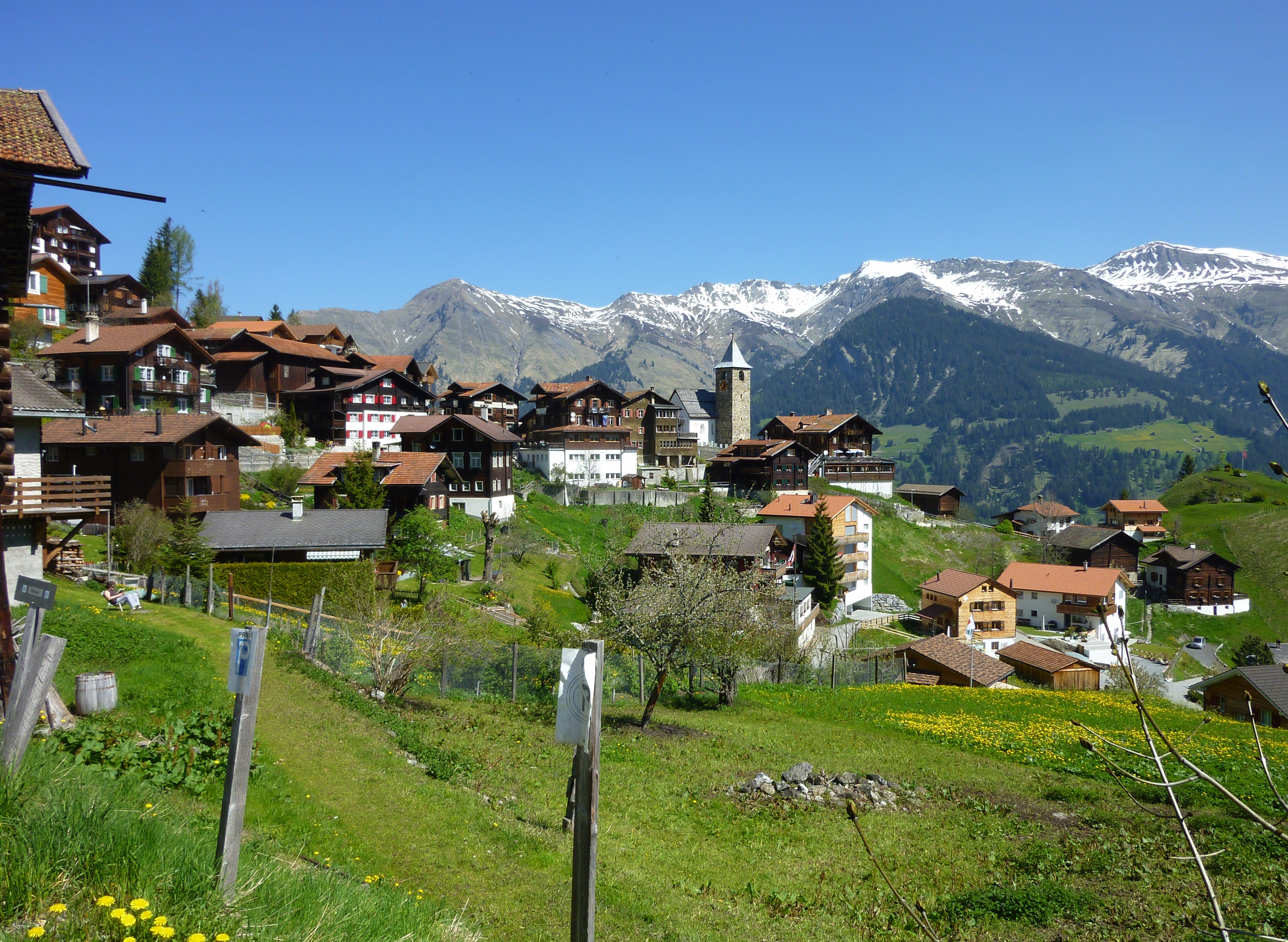
Tschiertschen
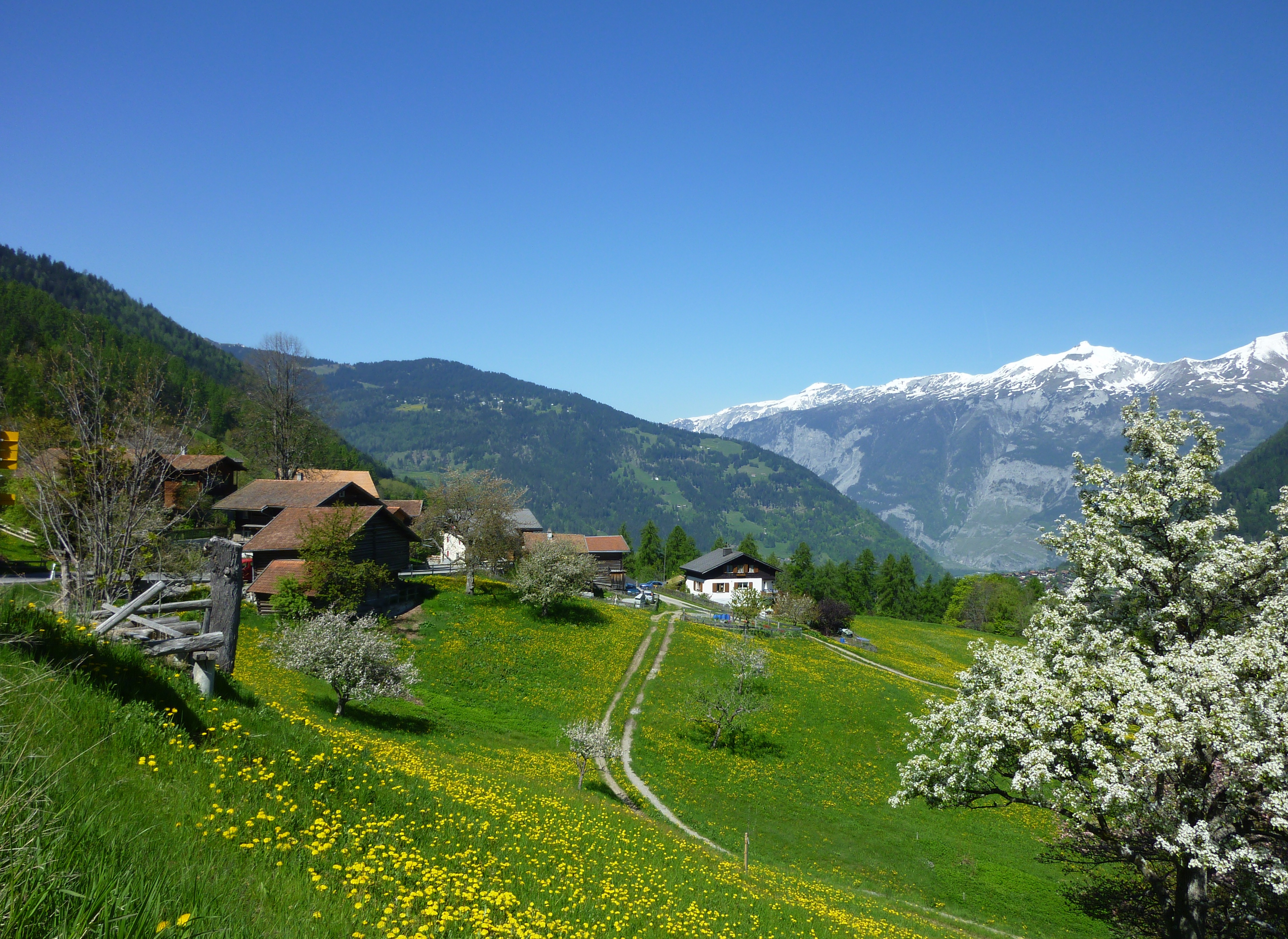
Praden

Tschiertschen-Praden ligt op de zuidelijke helling van de Schanfiggs, 7 km (hemelsbreed) zuidoostelijk van Chur. De gemeente grenst aan de gemeenten Arosa, Churwalden, Maladers en Vaz/Obervaz.

## Geschiedenis
De plaats werd al in de achtste eeuw genoemd en bewoond door romaans sprekende bevolking; veel plaatsnamen herinneren daaraan. In 1157 werd de vroegere gemeente Praden nog aangeduid als "Pradis", afgeleid van het Latijnse "pratum" (weide). Rond 1300 werd dit gebied definitief bevolkt door Walsen uit Langwies. Tschiertschen behoorde al sinds de Middeleeuwen tot de bezittingen van het klooster Churwalden. Praden werd pas in 1851 deel van het district (Kreis) Churwalden. In 1530 sloot Tschiertschen zich aan bij de Reformatie en aan het einde van de 16de eeuw werd het Duits de volkstaal.

## Bevolking, toerisme
Tschiertschen heeft een compacte dorpskern met voornamelijk houten huizen die zijn gebouwd in Walser traditie. Het gotische kerkje stamt uit de 15de eeuw. In het dorp is een basisschool, de administratie van de evangelische gemeente, een bureau voor vreemdelingenverkeer, een multifunctioneel gebouw voor buurtactiviteiten en vier hotels.
Een groot deel van de bevolking van Tschiertschen is direct of indirect afhankelijk van het toerisme, vooral het wintersporttoerisme. In de winter is er 25 kilometer aan skipistes. Er zijn vier skiliften (Waldstafel, Hüenerchöpf, Gürgaletsch en Jochalp). Sinds 2013/14 is het skigebied verbonden met dat van Arosa–Lenzerheide, hoewel deze uitbreiding op verzet stuitte omdat het landschap in de valleien van Farur en Urdental te sterk werd aangetast.
Arosa · Churwalden · Maladers · Tschiertschen-Praden
- Historisch woordenboek van Zwitserland: 049401
- Virtual International Authority File: 313459015